# Вігольцоне
Вігольцоне, Віґольцоне (італ. Vigolzone) — муніципалітет в Італії, у регіоні Емілія-Романья, провінція П'яченца.
Вігольцоне розташоване на відстані близько 410 км на північний захід від Рима, 145 км на захід від Болоньї, 16 км на південь від П'яченци.
Населення — 4292 особи (2014).
Щорічний фестиваль відбувається 24 червня. Покровитель — святий Іван Хреститель.

## Демографія
Населення за роками:

Станом на 1 січня 2023 року в муніципалітеті офіційно проживали 403 іноземці з 43 країн, серед них 103 громадяни країн Євросоюзу та 25 громадян України.

## Сусідні муніципалітети
- Беттола
- Поденцано
- Понте-делл'Оліо
- Ривергаро
- Сан-Джорджо-П'ячентіно
- Траво